# Campionats del món de ciclisme en ruta de 1991
Els Campionats del món de ciclisme en ruta de 1991 es disputaren del 21 al 25 d'agost de 1991 a Stuttgart, Alemanya.

## Resultats
| Proves :                            | Or                                                                          | Or         | Argent                                                                         | Argent   | Bronze                                                                                      | Bronze   |
| Masculines                          |                                                                             |            |                                                                                |          |                                                                                             |          |
| Cursa en línia masculina detalls    | Gianni Bugno · Itàlia                                                       | 6h 20' 23" | Steven Rooks · Països Baixos                                                   | m. t.    | Miguel Indurain · Espanya                                                                   | m. t.    |
| Cursa en línia masculina amateur    | Victor Rjaksinski · Unió Soviètica                                          | 4h 28' 04" | Davide Rebellin · Itàlia                                                       | -        | Beat Zberg · Suïssa                                                                         | -        |
| Contrarellotge per equips masculins | Itàlia · Flavio Anastasia · Luca Colombo · Gianfranco Contri · Andrea Peron | 1h 54' 48" | Alemanya · Uwe Berndt · Bernd Dittert · Uwe Peschel · Michael Rich             | + 2' 33" | Noruega · Stig Kristiansen · Johnny Saether · Roar Skaane · Bjørn Stenersen                 | + 2' 51" |
| Femenines                           |                                                                             |            |                                                                                |          |                                                                                             |          |
| Cursa en línia femenina detalls     | Leontien van Moorsel · Països Baixos                                        | 2h 09' 47" | Inga Thompson · Estats Units                                                   | + 1' 54" | Alison Sydor · Canadà                                                                       | + 2' 46" |
| Contrarellotge per equips femenins  | França · Marion Clignet · Nathalie Gendron · Cécile Odin · Catherine Marsal | 1h 02' 14" | Països Baixos · Monique de Bruin · Monique Knol · Astrid Schop · Cora Westland | + 27"    | Unió Soviètica · Natalya Grinina · Nadesja Kibardina · Valentina Polkhanova · Aiga Zagorska | + 37"    |

## Medaller
| Posició | País           | Or | Plata | Bronze | Total |
| 1       | Itàlia         | 2  | 1     | 0      | 3     |
| 2       | Països Baixos  | 1  | 2     | 0      | 3     |
| 3       | Unió Soviètica | 1  | 0     | 1      | 2     |
| 4       | França         | 1  | 0     | 0      | 1     |
| 5       | Estats Units   | 0  | 1     | 0      | 1     |
| 5       | Alemanya       | 0  | 1     | 0      | 1     |
| 7       | Canadà         | 0  | 0     | 1      | 1     |
| 7       | Espanya        | 0  | 0     | 1      | 1     |
| 7       | Suïssa         | 0  | 0     | 1      | 1     |
| 7       | Noruega        | 0  | 0     | 1      | 1     |
| Total   | Total          | 5  | 5     | 5      | 15    |